# Denis Nikischa
Denis Andrejewitsch Nikischa (russisch Денис Андреевич Никиша; * 7. August 1995 in Kustanai) ist ein kasachischer Shorttracker.

## Werdegang
Nikischa debütierte im Oktober 2012 in Calgary im Shorttrack-Weltcup und belegte dabei den 46. Platz über 500 m und den 41. Rang über 1000 m. Bei den Olympischen Winterspielen 2014 in Sotschi errang er den 31. Platz über 1500 m und den fünften Platz mit der Staffel. Im März 2014 gewann er bei den Shorttrack-Juniorenweltmeisterschaften in Erzurum die Bronzemedaille über 500 m. In der Saison 2014/15 erreichte er in Izmir mit dem fünften Platz über 1000 m seine erste Top-Zehn-Platzierung im Weltcup. Bei den Juniorenweltmeisterschaften 2015 in Osaka holte er wie im Vorjahr die Bronzemedaille über 500 m. Sein bestes Resultat bei den Shorttrack-Weltmeisterschaften 2015 in Moskau war der 18. Platz über 500 m. Im folgenden Jahr errang er bei den Shorttrack-Weltmeisterschaften 2016 in Seoul den 32. Platz über 1000 m, jeweils den 12. Platz über 1500 m und im Mehrkampf und den sechsten Platz über 500 m. Nach Platz vier zu Beginn der Saison 2016/17 über 500 m in Calgary kam er in Salt Lake City mit dem dritten Platz mit der Staffel erstmals im Weltcup aufs Podest. Im weiteren Saisonverlauf errang er in Gangneung den zweiten Platz über 500 m und holte in Minsk über 500 m seinen ersten Weltcupsieg. Zudem wurde er dort Dritter mit der Staffel. Bei der Winter-Universiade 2017 in Almaty holte er über 500 m, 1000 m und mit der Staffel jeweils die Bronzemedaille. Seine besten Platzierungen bei den Weltmeisterschaften 2017 in Rotterdam waren der 14. Platz über 500 m und der sechste Rang mit der Staffel. Die Saison beendete er auf dem vierten Platz im Weltcup über 500 m. Im folgenden Jahr lief er bei den Olympischen Winterspielen in Pyeongchang auf den 24. Platz über 1500 m, auf den 13. Rang über 500 m und auf den sechsten Platz mit der Staffel und bei den Weltmeisterschaften in Montreal auf den neunten Platz im Mehrkampf. Bei der Winter-Universiade 2019 in Krasnojarsk wurde er Fünfter über 500 m und holte mit der Staffel die Bronzemedaille.

## Weltcupsiege im Einzel
| Nr. | Datum             | Ort    | Disziplin |
| --- | ----------------- | ------ | --------- |
| 1.  | 12. Februar 2017  | Minsk  | 500 m     |
| 2.  | 18. Dezember 2022 | Almaty | 500 m     |

## Persönliche Bestzeiten
- 500 m: 39,851 s (aufgestellt am 6. November 2022 in Salt Lake City)
- 1000 m: 1:24,741 min (aufgestellt am 18. März 2018 in Montreal)
- 1500 m: 2:13,657 min (aufgestellt am 17. März 2018 in Montreal)